# Аренд-Дідріх фон дер Пален
Аренд-Дідріх фон дер Пален (нім. Arend Diedrich von der Pahlen; 1706? — 24 березня 1753) — естляндський фрайгер (барон), господар маєтку Пальмс в Естляндії. Представник шляхетного німецького роду Паленів. Син Аренда-Дідріха фон дер Палена Старшого. Навчався у Галльському університеті. Цікавився архітектурою, інженерною справою і математикою. Заснував бібліотеку Паленів у сучасному Палмсе. Одружився із Магдаленою-Єлизаветою фон Дерфельден. Мав від неї синів Ганса й Петера, які служили в російській армії. Окрім Пальмса володів Каттентаком, Мюнтегофом і Аунаком в Естляндії.